# Иоанн Богоугодный
Иоанн Богоугодный (XII век, Киев) — православный святой, младший брат Феофила Плачливого. Монах Печерского монастыря. Преподобный.

## Биография

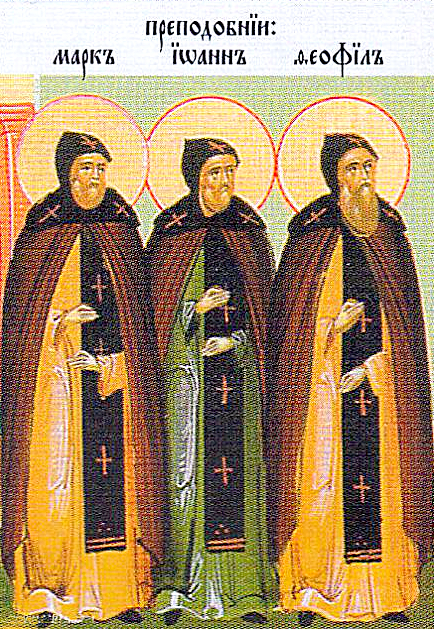
Преподобные Марк, Иоанн и его брат Феофил

Биографических данных о жизни преподобного Иоанна практически не сохранилось. С ним связана поучительная притча о смирении и послушании. Как повествует Киево-Печерский патерик, Иоанн был младшим братом Феофила, также монаха Печерского монастыря.
Когда Иоанн умер, он был похоронен в пещере на верхнем месте, где Феофил должен быть похоронен как старший. Когда Феофил это увидел, он начал упрекать Марка Гробокопателя, за то, что тот положил покойного на его место. Преподобный Марк приказал покойнику Иоанну подняться и перелечь на более низкое место. Такое чудо со своим братом побудило Феофила к покаянию за свои гордость.
Мощи преподобного Иоанна почивают в Ближних пещерах рядом со старшим братом.
Память Иоанна Богоугодного отмечается 11 октября и 11 января.